# Kalinówka Królewska

Kalinówka Królewska [kaliˈnufka kruˈlɛfska] est un village polonais de la gmina de Jasionówka dans le powiat de Mońki et dans la voïvodie de Podlachie. Il se situe à environ 5 kilomètres au nord-ouest de Jasionówka, à 12 kilomètres à l'est de Mońki et à 36 kilomètres au nord de Bialystok.